# Johnny Griffin
John Arnold "Johnny" Griffin lll (født 24. april 1928, død 25. juli 2008) var en amerikansk jazzsaxofonist, der især spillede bebop og hard bop. Han spillede sammen med en lang række af jazzens store navne som John Coltrane, Art Blakey, Thelonious Monk, Dizzy Gillespie, Stan Getz og Toots Thielemans. Han har også spillet i Danmark flere gange og blandt andet sammen med danske musikere som Niels-Henning Ørsted Pedersen, Bo Stief og Thomas Clausen.

## Biografi
Han var født i Chicago og studerede musik, hvor han i første omgang spillede klarinet og obo, inden han kastede sig over tenorsaxofonen. Allerede som 15-årig spillede han i orkester, og tre dage efter sin eksamen spillede han med Lionel Hamptons big band, med hvem han også deltog i sin første pladeindspilning som 17-årig. Det var også Hampton, der opfordrede Griffin til at spille tenorsax, der skulle blive hans foretrukne instrument.
I 1947 var han med til at danne en sekstet, som han spillede med de næste par år, fulgt af nogle år i en anden sekstet. Han havde også i en periode sit eget orkester, inden han i 1957 kom han med i Art Blakeys Jazz Messengers, hvor han mødte Thelonious Monk. Griffin fulgte med Monk i en kvartet, som indspillede plader som Thelonious in Action og Misterioso. 1960-62 havde han en kvintet sammen med Eddie "Lockjaw" Davis.
Herefter flyttede Griffin til Europa, hvor han først boede i 15 år i Frankrig, derpå i Holland, inden han vendte tilbage til Frankrig i 1984. Ud over at spille under eget navn i det meste af Europa var han også en af gæstende amerikanske musikeres foretrukne valg på altsaxen, når de kom på besøg. Han gav sin sidste koncert få dage før sin død.

## Spillestil
Johnny Griffin var i sin storhedstid kendt som "the fastest tenor in the west", da han kunne spille meget hurtigt og samtidig bevare sin intonation. Med baggrund i Chicagos rhythm'n'blues havde han et stærkt rytmisk præg i sit spil, men anvendte samtidig avancerede harmonier, der gjorde ham til en bebop-musiker.

## Griffin og Danmark
Griffin spillede i flere omgange i Danmark, heriblandt ofte på Jazzhus Montmartre i København. I 2004 blev Montmartre genåbnet for en kort bemærkning for første gang siden 1976, hvor en række veteraner, der havde spillet her, var indbudt sammen med en række yngre jazzmusikere til at udveksle erfaringer og spille sammen. Her var den 76-årige Johnny Griffin med sammen med bl.a. Toots Thielemans, og Niels Lan Doky dokumenterede mødet i filmen Between a Smile and a Tear.

## Diskografi
- Introducing Johnny Griffin, with Wynton Kelly, Curly Russell und Max Roach, 1956 (Blue Note)
- A Blowing Session, with Hank Mobley, John Coltrane, Wynton Kelly, Paul Chambers und Art Blakey, 1957 (Blue Note)
- The Congregation, with Sonny Clark, Paul Chambers und Kenny Dennis, 1957
- Johnny Griffin Sextet, 1958 (Riverside)
- The Little Giant, mit Blue Mitchell, Julian Priester, Wynton Kelly, Sam Jones, Tootie Heath, 1959 (Riverside)
- The Big Soul Band, 1960 (Riverside)
- John Griffin’s Studio Jazz Party, 1960 (Riverside)
- Change Of Pace, 1961
- The Kerry Dancers, 1961
- Tough Tenor Favourites, 1962 (Riverside)
- Grab This!, 1963
- Do Nothing ’Til You Hear From Me, 1963 (Riverside)
- The Man I Love, 1967 (Black Lion)
- Jazz Undulation, with Dexter Gordon, Hampton Hawes, Jimmy Woode, Kenny Clarke, 1969
- Doldinger Jubilee ’75 with Klaus Doldinger, Les McCann, Philip Catherine, Buddy Guy, Pete York u.a.
- Return of the Griffin with Ronnie Mathews, Ray Drummond und Keith Copeland, 1978
- Bush Dance, 1978
- Birds and Ballads (1978)
- Live / Autumn Leaves, 1980 (Verve)
- Tenors Back Again! with Eddie Lockjaw Davis, 1984 (Storyville)
- Three Generations of Tenor Saxophone with Sal Nistico und Roman Schwaller, 1985
- Have you met Barcelona, with Ben Sidran, 1986
- The Cat, 1990 (Antilles)
- In And Out, 1999 (Dreyfus)
- Johnny Griffin And Steve Grossman Quintet, 2000 (Dreyfus)
- White Gardenia, 2001